# Valle del Torto e dei Feudi
La Valle del Torto e dei Feudi è un ente sovracomunale che nasce con l'intenzione di mettere insieme, per creare vantaggi ai comuni aderenti, alcuni servizi. Esso raggruppa i comuni di Alia, Castronovo di Sicilia, Lercara Friddi, Roccapalumba, Valledolmo, Vicari.

## Composizione
Inizialmente il distretto "Valle del Torto e dei Feudi" riuniva i sette comuni di Alia, Castronovo di Sicilia, Roccapalumba, Valledolmo, Vicari, Campofelice di Fitalia e Mezzojuso, ma questi ultimi due uscirono dal sodalizio e hanno formato un altro distretto denominato Unione di "Pizzo Marabito". In seguito si aggiunse Lercara Friddi.

## Sede
La sede dell'Ente è a Vicari, presso il Comune, in piazza Paolo Borsellino.

## Presidenza e Vice-presidenza
Il presidente è Francesco Todaro, sindaco di Alia. Vicepresidente è Gaetano Calato, sindaco di Vicari.